# 新庄镇 (宜丰县)
新庄镇，是中华人民共和国江西省宜春市宜丰县下辖的一个乡镇级行政单位。

## 行政区划
新庄镇下辖以下地区：
新庄集镇社区、万坊村、芳里村、新庄村、荷溪村、宋家村、筠山村、湾溪村、口溪村、张家村、龙溪村、湖城村、虎溪村、上塘村、邓家村、南垣村、岭背村和小坑农科站行政村生活区。